# ایگور ستارلوا
ایگور ستارلوا (اسپانیایی: Igor Astarloa‎؛ زادهٔ ۲۹ مارس ۱۹۷۶) دوچرخه‌سوار اهل اسپانیا است.
وی در مسابقات کشوری و بین‌المللی در مجموع برندهٔ ۱ مدال طلا شده‌است.